# Oppius Statianus
Oppius Statianus († 36 v. Chr.) war ein römischer Feldherr, der als Legat des Triumvirn Marcus Antonius während dessen Feldzug gegen die Parther fiel.

## Leben
Oppius Statianus entstammte der gens Oppia. Über sein frühes Leben ist nichts bekannt. Er wird erst 36 v. Chr. anlässlich seiner Teilnahme am Partherkrieg des Marcus Antonius erwähnt. Der Triumvir zog mit seinem Heer zunächst durch Armenien, dessen König Artavasdes ihn zu unterstützen versprochen hatte. Dann stieß er mit dem Hauptteil seiner Streitkräfte in Eilmärschen in südöstlicher Richtung ins Landesinnere von Media Atropatene bis vor dessen gut befestigte Hauptstadt Phraaspa vor, die er zu belagern begann. Oppius Statianus führte ihm unter dem Schutz von zwei Legionen die auf 300 Wagen zerlegbaren Belagerungsmaschinen, darunter einen 24 m langen Rammbock, sowie das Gepäck langsamer nach. Als Marschroute wählte Statianus das Flusstal des Araxes. Der medische König, der ebenfalls Artavasdes hieß, hatte sich vor Kriegsbeginn mit seinen Kerntruppen zu seinem Verbündeten, dem Partherkönig Phraates IV., ins nordwestliche Mesopotamien begeben, da dieser hier den Hauptstoß des römischen Feldherrn erwartet hatte. Nun zogen der Mederkönig und der Partherfeldherr Monaises mit ihren Truppen rasch nach Media Atropatene und überfielen den von Statianus nachgeführten Tross, ehe dieser Antonius erreichen konnte. Trotz heftiger Gegenwehr wurde Statianus mit 10 000 Mann niedergemacht, während der Armenierkönig ihn im Stich ließ und mit seiner Armee floh. Polemon I., König  des Königreichs Pontos, der gemeinsam mit Statianus den Tross kommandiert hatte, geriet in parthische Gefangenschaft. Als Antonius am Schauplatz der römischen Niederlage eintraf, fand er nur noch zahlreiche tote Soldaten und sein völlig zerstörtes Belagerungsgerät vor, ohne dessen Hilfe er Phraaspa nicht erstürmen konnte.